# José Salomón
José Salomón   (La Plata, 9 de juliol de 1916 - 22 de gener de 1990) és un exfutbolista argentí de la dècada de 1940.
Fou 44 cops internacional amb la selecció argentina amb la qual participà a diversos campionats sud-americans. Pel que fa a clubs, defensà els colors de Talleres de Remedios de Escalada i Racing Club de Avellaneda.